# Novuyo Tshuma
Novuyo Rosa Tshuma (née le 28 janvier 1988) est une écrivaine zimbabwéenne. Elle est surtout connue pour son premier recueil intitulé Shadows.

## Vie et carrière
Tshuma est née et a grandi à Bulawayo, une des grandes villes du Zimbabwe. Elle a fait ses études secondaires au Collège de Filles de Bulawayo, où elle a étudié les mathématiques, la physique, la chimie et le français. Elle est diplômée de l'Université du Witwatersrand, où elle a étudié les sciences économiques et financières. En 2009, sa nouvelle You in Paradise a remporté le Prix Intwasa (aujourd'hui Prix Yvonne Vera) de la nouvelle dans la catégorie fiction et elle devient plus connue en 2013 à la sortie de son recueil Shadows, qui a été publié par Kwela Books. Shadows a été nommé pour le Etisalat Prize for Literature 2014 et a également remporté le Prix Herman Charles Bosman. En 2014, Tshuma a été sélectionnee pour Africa39, un projet du Hay Festival et du Rainbow Book Club, qui récompense les meilleurs auteurs africains de moins de 40 ans,. Tshuma  a été Magtag Fellow au Programme d'Écriture Créative MFA à l'Université de l'Iowa; elle réalise actuellement son doctorat en Littérature et écriture créative à l'Université de Houston.

## Œuvres
- Shadows
- Telepresence
- Scattered Hearts
- The Beggar
- The Controller of the Queue
- You in Paradise